# حسام خضر
حسام محمود عبد الرحمن خضر (8 ديسمبر 1961) فلسطيني ولد في بلدة كفر رمان في محافظة طولكرم شمال الضفة الغربية، لعائلة فلسطينية لاجئة أصلها من مدينة يافا، استقرت في مخيم بلاطة للاجئين الفلسطينيين، وهو متزوج وله ولد وبنتان. درس الإعدادية والابتدائية في مدرسة كفر رمان ومدرسة الوكالة في مخيم بلاطة، في مدرسة مخيم بلاطة، وحصل على الثانوية العامة في الفرع الأدبي من مدرسة بيت فوريك الثانوية عام 1980، ونال شهادة البكالوريوس في العلوم السياسية من جامعة الكويت عام 1988.
بدأ خضر نشاطه الوطني في سن مبكرة متأثرًا بواقع اللجوء ودور عائلته الوطني، فشارك وهو طالب في المدرسة في التظاهرات ضد الاحتلال، وتعرض للإبعاد عن مدرسته، وللاعتقال عام 1975، لمدة 18 يومًا، وتوالت اعتقالاته بعدها لتصل إلى 25 اعتقالًا. نشط إبان دراسته الجامعية في جامعة النجاح في صفوف حركة الشبيبة الطلابية، وقد فرض عليه الاحتلال الإقامة الجبرية بين عامي 1984-1986. وتعرض للإصابة من قبل قوات الاحتلال ثلاث مرات، كانت الأولى بالرصاص الحي في ساقه الأيمن عام 1987، اعتقل بعدها بأيام وأبعد إلى جنوب لبنان عام 1988، الأمر الذي حرمه إتمام دراسته الجامعية في جامعة النجاح. استقر به المطاف في تونس، وكلفه الرئيس ياسر عرفات بالقيام بجولة حول العالم لشرح معاناة الشعب الفلسطيني. انتخب عام 1988 عضوًا في المجلس الوطني الفلسطيني، وعضوًا في الهيئة الإدارية لاتحاد طلبة فلسطين عام 1990. وفي عام 1994 عاد إلى فلسطين بموجب اتفاق أوسلو واستقر في مخيم بلاطة. اختير لرئاسة لجنة الدفاع عن حقوق اللاجئين الفلسطينيين عام 1994، كما فاز في الانتخابات التشريعية عام 1996. منعه الاحتلال من السفر منذ فترة طويلة، وما زال المنع قائمًا حتى من قبل السلطات الأردنية.

## حياة الإعتقال
كتب خضر خلال اعتقاله 125 كراسًا وثق فيها الحياة اليومية له داخل السجن، فضلًا عن قضايا سياسية وأدبية، لكنَّه أرجأ نشرها إلى فترة لاحقة، منها دراسات: «نحن الفاتحون»، «فلسفة القرار التنظيمي»، «التآكل الثوري: دراسة في السقوط الأمني»، «رواية الأفعى». وهو ضيف دائم في وسائل الإعلام المحلية والعربية والدولية، وقد وشارك في الكثير من ورش العمل والمؤتمرات.
يرى خضر أن الفلسطينيين لم يحسنوا إدارة اللحظة التاريخية التي وفَّرها اتفاق أوسلو، فلم يتم خلق نموذج ديمقراطي تقوده مؤسسة تحتكم إلى القانون فعمَّ الفساد، وضَعُف الفلسطينيون أمام ممارسات الاحتلال الغاشمة، ولم يعد بالإمكان إقامة دولة فلسطينية على حدود الرابع من حزيران عام 1967. ويعتقد خضر بأن الانقسام تتحمل مسؤوليته حركة فتح وحركة حماس، فالقيادة الفتحاوية في حينه لم تتحمل فكرة تداول السلطة أمام فوز حركة حماس في الانتخابات التشريعية. ويرى خضر بأنَّ هنالك حاجة ماسة لتحقيق الشراكة السياسية؛ لكنَّ الفصائل الفلسطينية غير جاهزة لاستحقاقات الشراكة، فهي بالأساس قبائل سياسية تخشى الديمقراطية. ويضيف بأن دخول حركتي حماس والجهاد الإسلامي لمنظمة التحرير في ظل وضعها الحالي غير مجدٍ ولا يفيد القضية الفلسطينية، ويرى بأنَّ السيناريو المقبل للقضية الفلسطينية مبني على إقامة دولة فلسطينية مستقلة في قطاع غزة، ويعتقد بأنَّه من منطلق وطني والتزامًا بقرارات المجالس الوطنية التي طالبت بإقامة دولة فلسطينية على أي جزء محرر من الأرض فإنَّ هذا السيناريو أمر واقعي كون قطاع غزة هو أرض محررة، أمَّا الضفة الغربية فستكون تحت إدارة ذاتية للسلطة الفلسطينية على السكان تنتقل لاحقًا إلى الأردن.